# Diukowie Hazzardu (film)
Diukowie Hazzardu (ang. The Dukes of Hazzard, 2005) – amerykańsko-australijski film komediowy w reżyserii Jaya Chandrasekhara.

## Opis fabuły
Bo (Seann William Scott) i jego kuzyn Luke (Johnny Knoxville) Diukowie mieszkają w Hazzard County. Wiodą niezwykle rozrywkowe życie i często podpadają miejscowemu szeryfowi. Pewnego dnia okazuje się, że miasteczko, w tym ich farmę, chce wykupić skorumpowany delegat rządowy Hogg (Burt Reynolds). Bo i Luke postanawiają działać. W walce o rodzinne dobro pomagają im kuzynka Daisy (Jessica Simpson) i wuj Jesse (Willie Nelson).

## Obsada
- Seann William Scott – Bo Duke
- Johnny Knoxville – Luke Duke
- Jessica Simpson – Daisy Duke
- Burt Reynolds – Boss Hogg
- James Roday – Billy Prickett
- M.C. Gainey – szeryf Rosco P. Coltrane
- Willie Nelson – wujek Jesse
- Nikki Griffin – Katie Johnson
- David Koechner – Cooter Davenport
- Jim Cody Williams – ochroniarz
- Danny Hanemann – stary gliniarz
- Lynda Carter – Pauline
- Michael Weston – Enos